# Hugo Sánchez Portugal
Hugo Sánchez Portugal (Madri, 15 de junho de 1984 - Cidade do México, 8 de novembro de 2014)  foi um futebolista e comentarista esportivo mexicano.
Era filho do ex-atacante Hugo Sánchez, maior nome do futebol mexicano nos anos 80 e 90. Quando nasceu, seu pai atuava no Atlético de Madri, mas preferiu a cidadania mexicana.

## Carreira
Hugo Sánchez Jr., como era conhecido, teve uma carreira curtíssima como jogador, tendo atuado como defensor. Por clubes, jogou em apenas dois: Pumas (2004-05), onde atuou em 4 partidas, e Atlante (2006), onde não chegou a entrar em campo
Chegou a receber outras propostas para continuar em atividade, mas não conseguiu prosseguir com sua carreira de jogador, encerrada com apenas 22 anos. 

## Após a aposentadoria
Encerrada a carreira, Hugo Sánchez Portugal decidiu fazer um curso de comunicação, atuação e modelagem na Universidad Intercontinental, recebendo o diploma em 2007. Optou em trabalhar como comentarista esportivo na Televisa, além de fazer alguns trabalhos como modelo após parar de jogar.

## Morte
Em 8 de novembro de 2014, Hugo Sánchez Portugal foi encontrado morto ao lado de uma mulher, em Polanco, bairro da Cidade do México. Há a suspeita de que ele morreu de intoxicação por gás.